# 1130-as évek
Évszázadok: 11. század · 12. század · 13. század
Évtizedek: 1080-as évek · 1090-es évek · 1100-as évek · 1110-es évek · 1120-as évek · 1130-as évek · 1140-es évek · 1150-es évek · 1160-as évek · 1170-es évek · 1180-as évek
Évek: 1130 · 1131 · 1132 · 1133 · 1134 · 1135 · 1136 · 1137 · 1138 · 1139

## A világ vezetői
- II. István magyar király (Magyar Királyság) (1116–1131† )
- II. Béla magyar király (Magyar Királyság) (1131–1141† )